# Forno Alpi Graie
Forno Alpi Graie is een plaats (frazione) in de Italiaanse gemeente Groscavallo.